# Proguibourtinidine
Les proguibourtinidines (encore appelés proguibourtinidols) sont un type de tanins condensés. Les tanins condensés sont des polymères de flavanols et les proguibourtinidines sont notamment composées de guibourtinidol (leucoguibourtinidine).
Le nom provient du fait que ce type de tanins produit de la guibourtinidine, une anthocyane, lors de leur hydrolyse en milieu acide.
Ce type de tanin peut être trouvé dans Guibourtia coleosperma ou dans Cassia abbreviata.